# Литвинова (деревня)
Литвиново — деревня в Качугском районе Иркутской области России. Входит в состав Харбатовского муниципального образования. Находится примерно в 39 км к югу от районного центра.

## Население
По данным Всероссийской переписи, в 2010 году в деревне проживало 188 человек (97 мужчин и 91 женщина).